# Файстриц-ан-дер-Гайль
Файстриц-ан-дер-Гайль (нем. Feistritz an der Gail) — коммуна в Австрии, в федеральной земле Каринтия. 
Входит в состав округа Филлах.  Население составляет 656 человек (на 31 декабря 2005 года). Занимает площадь 19,91 км². Официальный код  —  2 07 07.

## Политическая ситуация
Бургомистр коммуны — Дитер Мёртль (АНП) по результатам выборов 2003 года.
Совет представителей коммуны (нем. Gemeinderat) состоит из 11 мест.
- АНП занимает 6 мест.
- СДПА занимает 4 места.
- АПС занимает 1 место.